# Кильдинская треска
Кильди́нская треска́ (лат. Gadus morhua kildinensis) — редкий подвид атлантической трески, занесённый в Красную книгу России. Эндемик Мурманской области России.

## Распространение
Кильдинская треска — эндемик небольшого (560 м на 280 м) уникального для России озера Могильное, меромиктического водоёма, расположенного в северной части Кольского полуострова у юго-восточного побережья острова Кильдин. Уникальность озера заключается в наличии нескольких слоёв разной степени солёности, от почти пресного на поверхности (солёность 0,21-0,56 ‰) до солёности 33‰ у самого дна.
Треска водится в средних слоях толщиной около 4 м и солёностью 8-28‰, изредка появляясь в верхних слоях у мелководья для питания. Столь необычное место обитания кильдинской трески стало решающим фактором в формировании её как отдельного подвида. Треска проникла в озеро, когда то ещё являлось морской лагуной, и осталась в нём, когда приблизительно в X веке озеро отделилось от моря перемычкой-валом. Кроме этого подвида существует только одна озёрная форма атлантической трески — Gadus ogac (или Gadus morhua ogac), водящаяся в Канаде в озере Огак (Баффинова земля).

## Биологическое описание
О существовании трески в озере Могильном было известно ещё в XIX веке, в частности, она упоминается в работах академика Н. Я. Озерецковского 1809 года. Однако первым, кто изучил и описал этот редкий подвид, стал русский гидробиолог и естествоиспытатель профессор Константин Михайлович Дерюгин, проводивший в 1920 году исследования на озере.
Крупнейшие из наблюдаемых экземпляров кильдинской трески имели почти 70 см в длину и массу 2,5 кг. Яркая окраска данного подвида является одним из главных признаков, отличающих его от атлантической трески. Брюшная часть и низ головы ярко-белого цвета, по спине и бокам многочисленные крупные пятна буровато-коричневого цвета со светлыми краями. При этом молодые особи выглядят совсем иначе: тёмно-коричневая спина без пятен, серые бока и светло-серая брюшная часть.
Укороченные челюстные кости, меньший, по сравнению с атлантической треской, размер рта и отличное строение нижнеглоточных костей являются следствием питания преимущественно мелкими животными. Кроме того, ограниченный ареал тоже повлиял на изменение строения кильдинской трески: изменилась форма плавательного пузыря, плавников и самого тела.

## Образ жизни
Продолжительность жизни кильдинской трески — около семи лет. Типичными местами обитания являются хорошо освещённые прибрежные районы озера, с покрытым галькой и валунами и поросшим водорослями дном. Молодые особи предпочитают держаться ближе к центру озера над отравленными сероводородом, выделяемым пурпурными бактериями, глубинами. Питаются в основном мелкими животными: мормышами, изоподами, полихетами, хирономидами, молодыми колюшками и маслюками (Pholis gunnellus).
Половой зрелости достигают: самки в 5—6 лет, самцы в 3—4 года. Первые имеют при этом около 50 сантиметров в длину, вторые — около 40 сантиметров. Период нереста приходится на первые тёплые месяцы — апрель-июнь и происходит в центральной части озера в центральных слоях на глубине 7—7,5 метров с солёностью около 27 ‰. Икра пелагическая. За счёт удельного веса икра ни опускается в смертоносные нижние слои, ни всплывает к поверхности, в более пресные уровни. Вес развивающихся зародышей постепенно увеличивается, и икра всплывает к поверхности озера, где вода более богата кислородом.

## Охранный статус
Численность кильдинской трески в озере Могильном долгое время неуклонно уменьшалась, достигнув самого низкого уровня в 1966—1986 годах, после чего стало незначительно увеличиваться. По приблизительным оценкам в начале XXI века численность её не превышает нескольких десятков особей. Основными лимитирующими факторами являются сильно ограниченный ареал, где кильдинская треска способна обитать, а также незаконный вылов трески местными жителями острова и постоянное загрязнение озера и его прибрежных районов нефтепродуктами, химическим мусором, металлоломом и всевозможным хламом.
В 1976 году озеру присвоили статус памятника природы областного значения, а в 1985 году решением Госплана РСФСР номер 146 статус государственного памятника природы республиканского значения. Кильдинская треска занесена в Красную книгу России и Мурманской области с категорией «исчезающие виды».